# Killer (groupe belge)
Pour les articles homonymes, voir Killer.
Killer est un groupe belge de heavy metal, originaire d'Anvers, en Flandre, actif de 1980 jusqu'au début des années 2000. Le groupe est fortement influencé par la New wave of British heavy metal et présente des similitudes stylistiques avec Motörhead.

## Histoire

### Débuts (1980–1982)
Le groupe Killer est formé en 1980 par le guitariste et chanteur Paul « Shorty » Van Camp et le batteur « Fat » Leo Felsenstein, après la séparation de leur précédente formation de rock et blues Mothers of Track, qui a existé pendant une dizaine d'années, et sorti quatre singles et un album . Après quelques auditions, le groupe est complété par le bassiste et chanteur Ivo « Spooky » Van Doren, qui jouait auparavant de la basse dans un groupe belge du nom de Trash et que les deux fondateurs avaient déjà remarqué à l'époque de Mothers of Track, lorsque Trash faisait la première partie de ce groupe. Au cours des quatre mois suivants, le groupe belge nouvellement formé signe un contrat avec WEA Records, et enregistre son premier album dans les studios Dig-It à Alost. Cet album, produit par le batteur « Fat » Leo Felsenstein, sort en 1981 sous le titre Ready for Hell. Non seulement le fait que Killer mise sur une formation en trio révèle des similitudes avec Motörhead, mais l'orientation musicale rappelle également le groupe britannique de Lemmy Kilmister dès le premier album. Fin 1981, le premier changement de line-up a lieu : Felsenstein cède sa place à Robert « Double Bear » Cogen à la batterie. L'ancien batteur reste cependant au sein du groupe en tant qu'organisateur de la mise en place de la scène et de la vente de produits dérivés et prend en charge le management du groupe avec Alfie Falckenbach et Stonne Holmgren. Grâce à des activités live étendues, Killer acquiert une grande notoriété dans toute l'Europe et même au-delà après la sortie de Ready for Hell.
Après le changement de personnel à la batterie, Killer enregistre de janvier à février 1982 ses morceaux pour le futur deuxième album studio dans la composition de Paul « Shorty » Van Camp, Ivo « Spooky » Van Doren et Robert « Double Bear » Cogen. Comme Robert « Double Bear » Cogen était un batteur de métal confirmé, contrairement à son prédécesseur « Fat » Leo Felsenstein, plutôt orienté blues et rock, et qu'il a intégré la technique de la contrebasse dans l'image sonore musicale de Killer, le deuxième album était encore plus proche de l'orientation musicale de Motörhead d'un point de vue stylistique. L'album Wall of Sound, à nouveau produit par Leo Felsenstein et publié en 1982 par le label Lark Records, consolide donc l'orientation stylistique du trio belge. Cette œuvre, enregistrée à nouveau dans les studios Dig-It à Alost, marque la percée internationale de Killer. Après la sortie de Wall of Sound, le groupe fait de nombreuses tournées, et se produit sur plusieurs scènes de festivals européens, notamment avec Anvil, Gary Moore, Uriah Heep, Barón Rojo, Golden Earring, Viva, Ostrogoth, et le groupe de metal français Warning lors du premier Heavy Sound Festival en 1983 à Bruges.

### Notoriété internationale (1983–1985)
En 1982, Alfie Falckenbach fonde, avec « Fat » Leo Felsenstein et Stonne Holmgren, le label Mausoleum Records, qui signe immédiatement Killer. L'une des premières sorties du label est le split EP If It's Loud, We're Proud, sorti en 1983, sur lequel figurent deux autres groupes belges, Ostrogoth et Crossfire, en plus de Killer. Killer y contribue avec deux chansons : d'une part Walls of Hell, un medley des deux chansons-titres des albums déjà sortis Ready for Hell et Wall of Sound, et d'autre part une version exclusive de la chanson Blood on the Chains, qui réenregistrera un an plus tard pour le troisième album studio Shock Waves. La même année, Killer a fait sa première apparition à la télévision belge. Au cours d'un Metal Special de l'émission musicale belge Pop Elektron, où Saxon était également invité, Shorty, Spooky et Double Bear ont d'abord été interviewés, avant de présenter au public Kleptomania de leur album Wall of Sound.
Avec le nouveau label Mausoleum Records derrière lui, Killer se développe encore plus par la suite. Avec la même formation que pour le précédent Wall of Sound, c'est-à-dire Paul « Shorty » Van Camp à la guitare, Ivo « Spooky » Van Doren à la basse et Robert « Double Bear » Cogen à la batterie - Van Camp et Van Doren se partageant toujours le chant - les chansons pour le troisième album studio Shock Waves sont enregistrées de septembre à octobre 1983. Cette fois-ci, l'enregistrement n'a plus eu lieu aux Dig-It Studios à Alost, mais au Harry's Studio à Heist-op-den-Berg, car Luc Ardyns abandonne son studio d'enregistrement à Alost et revend l'équipement au Harry's Studio. L'œuvre Shock Waves, produite cette fois-ci par Killer et Jos Kloeck et utilisant pour la première fois le logo Killer encore utilisé aujourd'hui, est finalement sortie en 1984, et reçoit des critiques positives dans le monde entier. La carrière de l'un des premiers groupes de metal belges n'a connu qu'une seule voie depuis la formation du groupe jusqu'en 1984, à savoir une ascension fulgurante. Mais cette ascension devait être brutalement freinée l'année suivante, en 1985.

### Still Alive in Eighty-Five(1985–1987)
Après la sortie de son troisième album studio Shock Waves, qui est accueilli de manière très positive par la presse musicale internationale, Killer semblait être sur le point de faire une percée mondiale. Mais finalement, il en est autrement : Killer part en tournée après la sortie d'un album studio. Mais cette tournée de concerts commencée en 1984 devait être particulière, car après trois albums studio, il était prévu de sortir un double album live, composé d'anciens hits et quelques nouveaux morceaux. Pour ce faire, une performance frénétiquement acclamée par les fans est enregistrée à Anvers en 1985, au cours de laquelle plus de 100 fans sont montés sur scène pour soutenir le groupe au chant pendant la dernière chanson No Future. Cet enregistrement live est enregistré et mixé par Dieter Dierks. Un artwork de couverture pour l'album live, déjà intitulé Still Alive in Eighty-Five, était également déjà prêt. Mais, la sortie tant désirée par le groupe échoue à cause de problèmes financiers du label Mausoleum Records. Cet événement a pour conséquences des différends financiers et juridiques avec le studio d'enregistrement de Bruxelles où a été effectué le mixage final de l'album que le propriétaire refuse de donner en raison de l'absence de paiement du label et qu'il garde en quelque sorte en gage. Alors que Mausoleum fait faillite en 1986, la publication de l'album live est définitivement abandonnée. Cet événement a l'effet d'un blocage sur les membres de Killer, et influencera durablement l'histoire du groupe par la suite. En 1986, le groupe effectue une tournée de tête d'affiche très applaudie en Pologne. Cependant, démotivés et désabusés, « Shorty » Van Camp, « Spooky » Van Doren et « Double Bear » Cogen dissolvent le groupe une première fois en 1987.

### Projets solo (1987-1989)
Bien que Killer se soit séparé pour la première fois en 1987, les membres du groupe ne sont pas restés inactifs par la suite. Le guitariste et chanteur Paul « Shorty » Van Camp se tourne immédiatement vers des activités solo et s'entoure pour cela de nouveaux compagnons musicaux, en plus de Robert « Double Bear » Cogen à la batterie : le guitariste rythmique Olaf Van Deuren et le bassiste Luc « Apache » D'hoore, également responsable du chant, complètent la composition du nouveau groupe Van Camp, qui sort la même année l'album Too Wild to Tame. L'album, qui poursuivait la tradition sonore de Killer tout en laissant plus de liberté de jeu à « Shorty » Van Camp, est enregistré aux ACE Studios d'Anvers et à nouveau produit par Jos Kloeck, déjà responsable de la production de l'album Shock Waves sorti en 1984. Quatre chansons de cet album, paru via CNR Records, devaient également figurer plus tard sur des rééditions d'albums de Killer : Tout d'abord, les morceaux From Nine to Five, Too Wild to Tame, Crazy Circus et Chinese Woman trouvent leur place sur la réédition CD de Fatal Attraction parue en 2002, avant que ces mêmes quatre chansons n'apparaissent comme pistes bonus sur la réédition CD de Ready for Hell parue en 2012. Cette politique de publication soulève au moins la question de savoir pourquoi les quatre autres chansons de Ready for Hell n'ont pas été utilisées comme pistes bonus ou pourquoi l'album n'a pas été réédité dans son intégralité ou ajouté en bonus à une réédition de Killer.
Outre « Shorty » Van Camp et « Double Bear » Cogen, tous deux impliqués dans le projet solo de « Shorty » Van Camp, Ivo « Spooky » Van Doren n'est pas resté inactif durant cette période. C'est ce que révèle la contribution à la compilation Big Steel, également parue en 1988 sur la compilation Heavy, Hell and Metal. Cette chanson, écrite par Van Doren et enregistrée avec la chanteuse invitée Rosie (et non Doro Pesch, comme on l'a souvent supposé), est l'une des trois chansons que Van Doren a enregistrées pour une publication de démo. Sur cette démo y participe le futur batteur de Killer, Rudy Simmons.

### Première réunion (1989–1991)
Après qu'Ivo « Spooky » van Doren n'ait plus donné de signe de vie musical avec son projet solo, à l'exception de la chanson Big Steel sur la compilation Heavy, Hell and Metal, il a dans l'idée en 1989 de reformer Killer. Il prévoyait comme autres membres du groupe les musiciens de son projet solo : Jan Van Springel à la guitare et Rudy Simons à la batterie, qui jouaient auparavant dans White Fang, devaient compléter le nouveau line-up. Ce n'est qu'au dernier moment qu'un deuxième membre fondateur, Paul « Shorty » Van Camp, se joint à cette réunion, après que son groupe solo Van Camp se soit séparé peu de temps auparavant, après une dizaine de concerts notamment avec Candlemass. L'ancien batteur Robert « Double Bear » Cogen ne montre cependant pas d'intérêt dans cette réunion, étant entre-temps actif dans plusieurs cover bands.
Pour la première fois dans l'histoire du groupe, Killer se forme en quatuor — un autre parallèle avec Motörhead, puisque le groupe de Lemmy Kilmister était également composé de quatre musiciens — et se met à enregistrer un nouvel album studio dans les studios C.A.S. à St. Ingbert, en Sarre. Produit par « Shorty » Van Camp, « Spooky » Van Doren et Alfie Falckenbach, ce quatrième opus studio, finalement baptisé Fatal Attraction, sort en 1990 sur le label Mausoleum, également réformé, mais d'abord exclusivement en Allemagne. D'un point de vue stylistique, Fatal Attraction s'inscrit dans la continuité des trois albums studio précédents et contient également Steel Meets Steel, un nouveau du sampler Big Steel (1988), mais cette fois sans la chanteuse invitée Rosie - Shorty et Spooky y partagent le chant comme souvent auparavant. Après la sortie de l'album, Killer entame une tournée en Allemagne qui dure jusqu'en 1991. Mais par la suite, un nouveau style de musique rock allait ébranler les fondements des différents genres classiques de hard rock et de heavy metal. La vague de fond fait que ces genres musicaux ont perdu presque instantanément beaucoup de leur popularité et, dans la foulée, leurs représentants - à savoir les groupes qui représentaient ces genres. En bref, le hard rock et le heavy metal n'avaient plus la cote au début des années 1990, raison pour laquelle les membres du groupe Killer jetteront l'éponge une deuxième fois.

### Résurrections isolées en trio (1991–2002)
Après la nouvelle séparation de Killer en 1991, Paul « Shorty » Van Camp et Ivo « Spooky » Van Doren ont pris un nouveau départ stylistique en 1993 : sous le nom de Blues Express, ils se consacrent, comme le nom l'indique, au blues traditionnel. Le nouveau combo de blues, qui connaitra plusieurs changements de musiciens au cours de son existence, compose ses propres chansons et enregistre quelques démos ; mais le groupe se concentre surtout sur des représentations live de vieux classiques du blues.  En 1997, « Shorty » Van Camp et « Spooky » Van Doren reformèrent le groupe pour des concerts isolés. Avec un nouveau batteur du nom d'Ivan « Vanne » Opdebeeck, le groupe donna cinq concerts, comme au début des années 1980 en trio, entre autres au 't Heem à Meeuwen. Mais le groupe en reste là pour le moment. C'est également en 1997 que sort le quatrième enregistrement de l'album live Still Alive in Eighty-Five, qui n'a pas encore été publié à ce jour. L'enregistrement live de Kleptomania est publié sur le CD Greenbellies Vol. 2, qui accompagne un numéro du magazine de metal belge Mindview.
En 2012, cette version live a également été publiée en tant que piste bonus sur la réédition de l'album Shock Waves. En 1999, après six ans d'existence, Blues Express s'est séparé en raison de divergences musicales. Paul « Shorty » Van Camp, le batteur « Vanne » Opdebeeck et le bassiste Ian « Jakke » Anthonis forment alors deux formations, Blackjack et Gypsy. Alors que Blackjack était un pur groupe de reprises, qui jouait surtout des classiques du rock, entre autres de Deep Purple ou de ZZ Top, Gypsy était un groupe de reprises de Jimi Hendrix, qui composait toutefois aussi ses propres chansons.
En 2003, une compilation live d'un concert donné à l'occasion du vingtième anniversaire de Mausoleum Records est sortie, à laquelle Killer participe avec cinq chansons. Deux des chansons sont enregistrées avec Doro Pesch, qui a chanté les deux classiques de Warlock All We Are et Burning the Witches.

## Discographie

### Albums studio
- 1980 : Ready for Hell
- 1982 : Wall of Sound
- 1984 : Shock Waves
- 1990 : Fatal Attraction
- 2003 : Broken Silence
- 2005 : Immortal
- 2015 : Monsters of Rock

### Album live
- 1985 : Still Alive in Eighty-Five

### Splits
- 1983 : If It’s Loud, We’re Proud

### Participations
- 1988 : In the Name of the Law (live) (sur la compilation Heavy, Hell and Metal)
- 1988 : Shock Waves-Scarecrow (live) (sur la compilation Power Metal – Heavy Metal from Benelux)
- 1997 : Kleptomania (live) (sur la compilation Greenbellies Vol. 2)
- 2003 : Kleptomania (live), Blinded (live), Ready for Hell (live), All We Are (live), Burning the Witches (live) (sur la compilation Mausoleum – The Official 20th Anniversary Concert Album)